# ペスカドワール
ペスカドワール（仏: Pescadoires）は、フランス南西部のオクシタニー地域圏ロット県に属するコミューン。

## 地理
県の西部に位置し、そばをロット川が流れる谷あいにある。この川はペスカドワールを含むピュイ・レヴェック小郡の付近で蛇行している。すぐ西には小郡の中心地であるピュイ・レヴェックの街があり、その間を幹線道路のD911が結んでいる。

## 行政
- 市長：セルジュ・ブラディニエール（Serge Bladinières、2001年3月から） - 左翼急進党（PRG）に属する元県議会議員。

## 人口の推移
| 1962年 | 1968年 | 1975年 | 1982年 | 1990年 | 1999年 | 2006年 |
| ------ | ------ | ------ | ------ | ------ | ------ | ------ |
| 126    | 148    | 146    | 150    | 133    | 130    | 133    |

INSEEより。